# Batopilas
Batopilas ist ein Ort mit nur etwa 1.200 Einwohnern und Hauptort einer Gemeinde (municipio) mit ca. 11.500 Einwohnern im äußersten Süden des mexikanischen Bundesstaats Chihuahua nahe der Grenze zum Bundesstaat Sinaloa. Der Ort ist Verwaltungssitz der gleichnamigen Gemeinde. Wegen seines historischen Stadtzentrums zählt er zu den Pueblos Mágicos.

## Lage und Klima
Der Ort Batopilas liegt in einem vom Río Batopilas durchflossenen und ungefähr 550 bis 580 m hoch gelegenen Tal mit beinahe tropischem Klima im ansonsten eher kargen nordwestlichen Hochland Mexikos (Sierra Madre Occidental). Die Stadt Chihuahua ist ca. 400 km (Fahrtstrecke) in nordöstlicher Richtung entfernt; bis zur Küste des Golfs von Kalifornien bei Los Mochis sind es ca. 280 km. Das Klima ist gemäßigt bis warm; der für den Norden Mexikos reichliche Regen (ca. 995 mm/Jahr) fällt nahezu ausschließlich im Sommerhalbjahr.

## Bevölkerungsentwicklung
| Jahr      | 2000  | 2005  | 2010  |
| Einwohner | 1.175 | 1.210 | 1.220 |

Ein Großteil der zumeist indianisch-stämmigen Einwohner der Gemeinde spricht die regionale Tarahumara-Sprache.

## Wirtschaft
Vom 18. bis ins 20. Jahrhundert hinein war Batopilas Zentrum eines Gebiets von mehreren Silberminen. Auf den Feldern in der Umgebung werden Mais, Bohnen, Gemüse, Agaven und Opuntien angebaut; im Ort selbst gibt es kleine Handwerksbetriebe und Geschäfte.

## Geschichte
Der Ort wurde im Jahr 1708 von dem Spanier Pedro de la Cruz gegründet, der in der Umgebung einen Claim beantragt hatte. Um 1780 hatte die Gemeinde ca. 50.000 Einwohner, die alle dem „Lockruf des Silbers“ gefolgt waren. Mit dem Niedergang der Silberexporte nach Spanien im Verlauf des Mexikanischen Unabhängigkeitskriegs (1810–1821) ging die Bevölkerung bis auf etwa 10 Familien zurück. Danach erlebte das Minenwesen unter der Führung einiger US-Amerikaner einen erneuten Aufschwung – so betrug die Silberförderung im Jahr 1883 ungefähr 1,25 Millionen Pfund. Im Jahr 1887 wurden unter dem Namen Batopilas Consolidated Mining Company mehrere Minen der Region zusammengeschlossen, doch im frühen 20. Jahrhundert wurden sie allesamt aufgegeben.

## Sehenswürdigkeiten

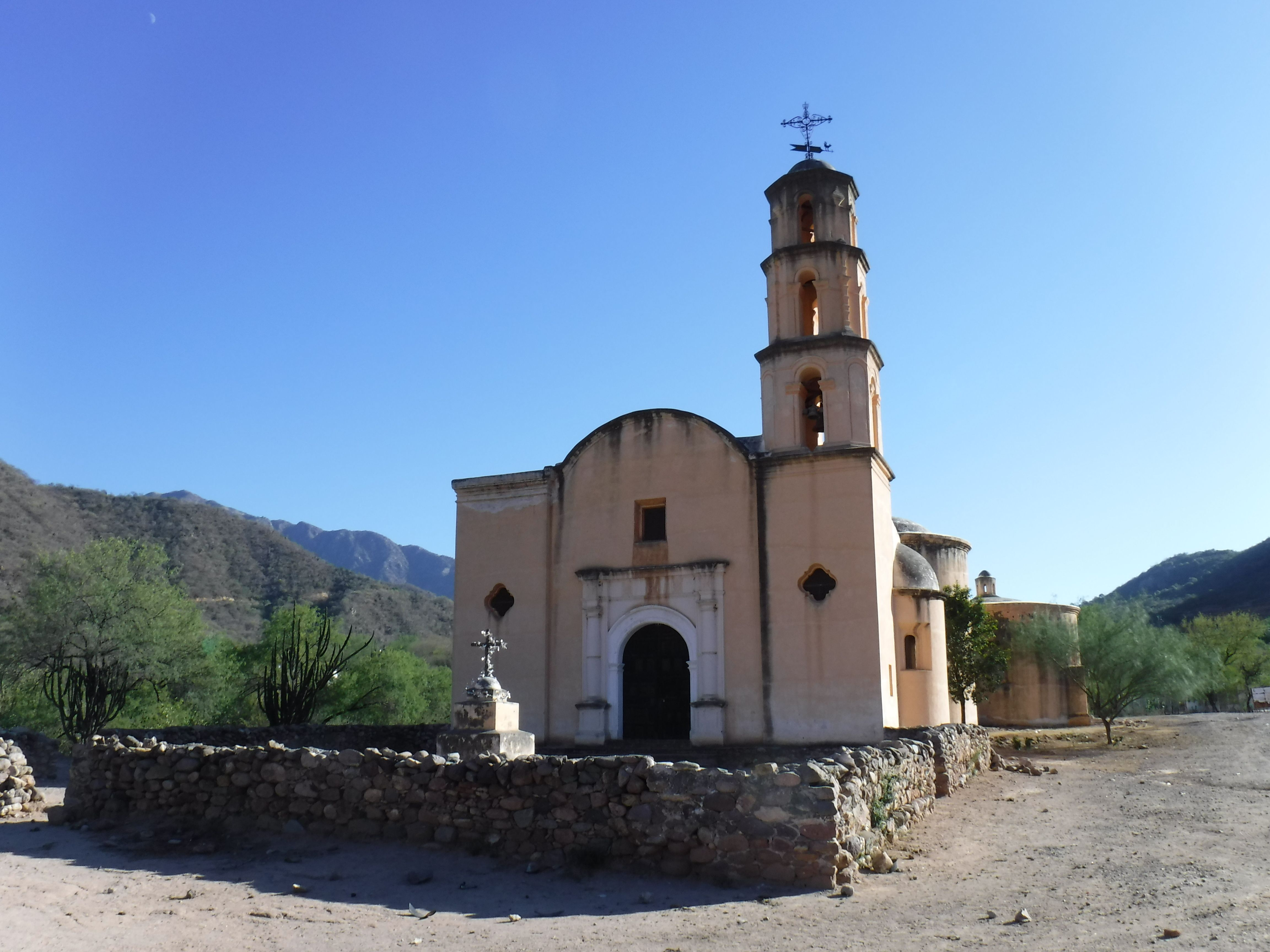
Misión del Santo Ángel Custodio von Satevó unweit von Batopilas

- Das Ortszentrum von Batopilas hat – ähnlich wie Álamos im benachbarten Bundesstaat Sonora – den verblassenden Charme eines Kolonialstädtchens.

Umgebung
- Ca. 8 km südöstlich des Ortes steht isoliert im Batopilas-Canyon die vom Jesuitenorden erbaute Kirche der Misión de Satevó, die auch Misión del Santo Ángel Custodio oder Catedral Perdida genannt wird; es ist einer der schönsten kolonialzeitlichen Bauten der Region.
- In der Nähe stehen die Ruinen der vom US-Amerikaner Alexander Robey Shepherd (1835–1902) als Silbererzschmelze gegründeten Hacienda de San Miguel. In der Nähe quert eine nur für den Erztransport gebaute Eisenbahnbrücke den Río Batopilas.

## Persönlichkeiten
- Manuel Gómez Morín (1897–1972), Politiker und Finanzexperte